# 高欢
高歡（496年—547年2月13日），勃海郡蓨县（今河北省衡水市景县）人，鲜卑化汉人。小字賀六渾。为北魏、東魏權臣，任職相國，爵封「渤海王」，諡「獻武」，也是北齐政权的奠基者。追尊為「神武帝」，也常被稱作「高王」。

## 生平

### 早年
高欢六世祖高隱，西晋玄菟太守。高隐之子高庆，高庆之子高泰，高泰之子高湖，三世仕慕容氏。高湖的儿子高谧被流放懷朔鎮（今固阳县），后世居于此，因为“累世北边，故习其俗，遵同鲜卑”，令家族後来鮮卑化。俄裔美籍汉学家卜弼德认为，高欢的鲜卑名“賀六渾”即混血儿（arɣun）之意。北京大学中国古代史研究中心教授罗新认为，高欢的本名贺六浑与陆叡的本名贺鹿浑（Küliqan）是同一个词，与库傉官（鲜卑姓，有库傉官伟）、骨利干一样，都是一个词的不同汉语音译形式。
《北齐书·神武上》记载他“目有精光、長頭高顴、齒白如玉，少有人傑表。深沉有大度、輕財重士、廣結士人、為豪俠所宗。”高欢的母亲韩期姬是高樹生的正室，在他出生后不久即去世，高樹生将他交给高欢姐姐高娄斤和姐夫尉景抚养长大。在六镇之乱爆发后，先后投靠杜洛周、葛荣，后来投奔爾朱荣。他向爾朱榮提出讨伐胡太后亲信郑俨、徐纥而清君侧，受爾朱榮赏识。在河阴之变后，爾朱榮掌握朝政，高欢被封为晋州刺史。

### 创业
後來北魏孝莊帝殺死爾朱榮，爾朱家族起兵讨伐孝莊帝，孝莊帝战败被杀。爾朱家族立长广王元晔为帝。高歡却没有参与这次行动。后来他设法说服爾朱兆派他统帅镇压六镇之乱所得到的降兵，并带领他们前往河北。
爾朱家族残暴不仁，高欢遂有讨伐爾朱家族的想法。在此期间，爾朱兆考慮慕容绍宗的建议，有意一举解决高欢。但高欢深藏不露，使得爾朱兆与他结为兄弟，不设防备。爾朱度律罷元晔，立元恭（节闵帝），封高欢为「渤海王」，徵其入朝。高欢明瞭其中有诈，婉拒不受。不久之后，高欢在信都起兵，拥立自己辖区的宗室勃海太守元朗为帝，号令天下，並讨伐爾朱氏。经过一年的战事，尤以韓陵之戰，击败爾朱兆、爾朱世隆、爾朱彥伯、爾朱天光、爾朱度律、爾朱仲远等，掌握政权。慕容绍宗归降，為高欢所重用。
高欢以元朗世系疏远、不是皇帝之选，有心另立皇帝。最初有意奉戴魏节闵帝，派仆射魏兰根观察魏节闵帝的为人。但魏兰根回報魏节闵帝神采高明，恐怕日后难制，于是与高乾兄弟及黄门侍郎崔㥄以魏节闵帝系尔朱氏所立，奉戴则起兵无名为由，说服高欢废帝。高欢又因汝南王元悦是魏孝文帝子，认为他可以继位，于是告知元悦自己有意拥立，但元悦其後性行轻狂，举止多有过失，高欢也放弃了拥立他的打算，立魏孝文帝之孫元修為皇帝，而将魏节闵帝囚禁于佛寺。高歡被授大丞相、天柱大将军、太师、世袭定州刺史，增封并前十五万户，辞天柱大将军，减户五万。高欢独揽大权，使孝武帝非常不满。孝武帝联合贺拔岳试图牵制高欢的势力。高欢亲信司空高密奏高欢孝武帝有二心，结果被孝武帝杀掉。高欢哭着说：“天子枉害司空！”两人关系迅速恶化（亦有说高乾代表的汉人豪族势力本非高欢嫡系，其死亦有被高欢故意出卖借刀杀人的成分）。高欢命令侯莫陈悦干掉贺拔岳，并派侯景去接收贺拔岳的部队。不料，贺拔岳的部下奉戴宇文泰为主，侯景无功而返。宇文泰用为贺拔岳报仇的名义起兵，并发檄文讨伐高欢。
孝武帝終於在534年逃往關中投靠宇文泰，而高歡另立元善見為孝靜帝，遷都鄴（今河北臨漳西南），史稱東魏，由高歡任相。当年12月，宇文泰杀孝武帝，立元宝炬为帝，定都长安，史称西魏。东西魏对峙的局面形成。

### 與西魏之戰

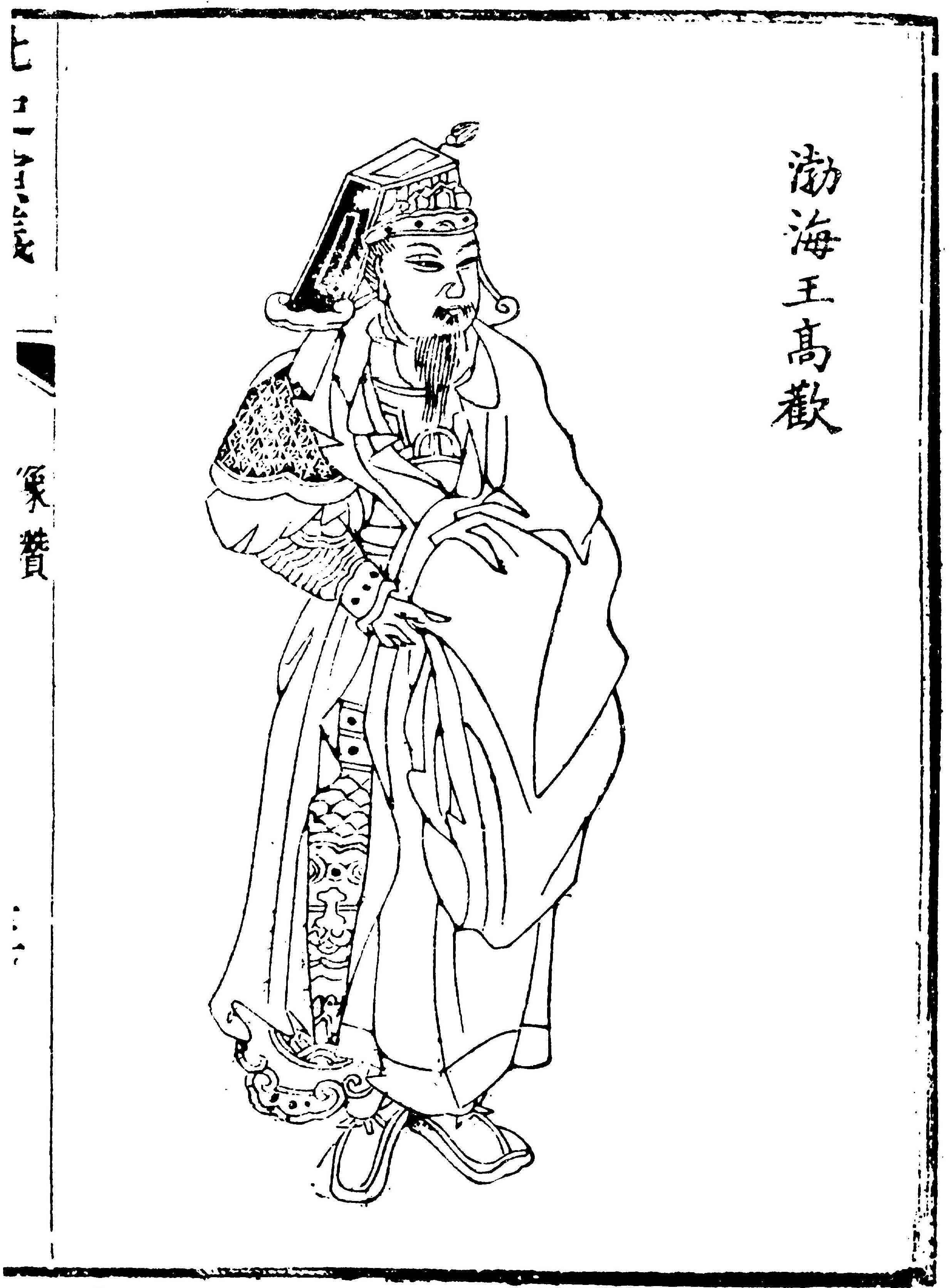
高歡

天平四年（537年）春，高欢、高昂、窦泰分三路进攻西魏。先锋窦泰疾攻潼关，宇文泰故意示弱，率精锐出潼关左面的小关，以强势兵力攻其不备，东魏军溃败，大将窦泰自杀。高欢被迫撤军。
十月，高歡率兵二十萬至蒲津（今山西永濟縣一帶）攻打西魏，志在為竇泰復仇，高歡命令高昂領兵三萬出河南。時關中大饑，宇文泰所將不滿萬人。東魏右長史薛琡提議堅守糧道，不可渡河野戰；侯景也勸高歡分成二軍，相繼而進，但高歡不接受建議。後高歡渡河至馮翊城下，西魏華州刺史王羆有備，不可攖其鋒，乃涉洛水，軍於許原西。宇文泰至渭南，徵諸州兵馬，諸將認為眾寡不敵，請求緩進，不許。宇文泰令造浮橋於渭河，軍隊備有三日糧食，以輕騎渡渭河，至沙苑（今陝西大荔南，洛、渭之間）距東魏軍僅六十里。宇文泰採用李弼的計謀，列陣於渭曲，又命將士將武器藏在蘆葦中，候聞鼓聲而起。不久，高歡遣東魏兵至，見西魏兵少人乏，於是兵馬輕敵冒進，一時行伍亂次。宇文泰遂鳴鼓擊之，于謹等六軍與之合戰，李弼率鐵騎橫擊，東魏兵潰散敗北，喪兵七萬。這時李穆獻計：「高歡膽破矣，逐之可獲。」宇文泰不聽，還軍渭南，這時所徵諸州之兵剛到前線，宇文泰命令士兵每人種樹一株，以旌武功。李弼等十二大將，以功進爵，史稱“沙苑之戰”。
公元538年，高欢部将侯景夺回洛阳金墉城，宇文泰率军救援，一开始东魏气势如虹，宇文泰战马中箭，把宇文泰甩在地上，结果宇文泰差点被俘虏。但不久后西魏军重整旗鼓，侯景被击败，高昂率军追击宇文泰，战败被斩。此战双方打平，但高欢痛失一员大将。
公元543年，高昂的哥哥高仲密以北豫州投降西魏，高欢率十万大军讨伐，宇文泰率军救援。高欢大将彭乐以数千骑兵冲入西魏北军，取得很大胜利，高欢鸣鼓进击，斩首三万余级。高欢派彭乐追击宇文泰。宇文泰狼狈不堪，向彭乐哀求：“彭将军你太傻了！今天你杀掉我，明天你还有用吗？何不还营，把我丢下的金银宝物取走呢？”彭乐闻讯便不再追击，回去跟高欢报告：“宇文泰侥幸逃跑，已经心惊胆战！”高欢听说彭乐放走大敌，气得要命，却无可奈何。
隔日，双方重整旗鼓再战。这一次西魏占了上风，东魏战败，高欢被迫撤退。宇文泰命令贺拔胜率三千兵马追击高欢，贺拔胜的兵器几乎都击到了高欢，贺拔胜边追边喊：“贺六浑，我贺拔破胡（贺拔胜的表字）今天一定宰了你！”所幸高欢部下射死贺拔胜坐骑，这才顺利脱险。高欢回军后，下令把贺拔胜留在东魏的几个儿子统统杀掉，贺拔胜郁郁而终。
武定四年（546年），高歡率十萬大軍在玉璧（山西稷山）與宇文泰交戰，西魏守将韦孝宽积极防守，高欢无懈可击。东魏苦攻玉壁五十多天，战死病死七万多人，高歡因忧愤生病，被迫撤退。西魏造謠高歡中箭病危，高歡回師途中帶病召集群臣，請斛律金高歌〈敕勒歌〉一首：“敕勒川，陰山下，天似穹廬，籠蓋四野。天蒼蒼，野茫茫，風吹草低見牛羊。”曲中高歡親自和唱，哀慟流淚。
侯景向来瞧不起高澄，曾经对司马子如说：“高王在，我不敢有异心，高王不在了，我不能和鲜卑小子高澄共事。”司马子如捂住侯景的嘴巴。高欢病重后，高澄以高欢的名义写信召侯景，侯景先前与高欢约定，书信背面有微小黑点才来。这次书信送到，背面没有黑点，侯景就没有去。侯景又听说高欢生病，于是聚集军队坚守。高欢召见世子高澄，对高澄说：“我虽然患病，你脸上有更多的忧虑神色，为什么？”高澄没有回答，高欢说：“难道是担心侯景反叛吗？”高澄回答：“是的。”高欢说：“侯景在黄河以南地区独断专行十四年了，经常有骄横放肆的志向，不过我能够驯养，怎么能被你控制呢！现在四方没有平定，不要急于为我举行哀悼仪式。厍狄干是鲜卑老前輩，斛律金是勑勒老前輩，他们都性情刚强正直，始终不会背叛你。可朱浑道元、刘丰生远道来投奔我，一定不会有异心。贺拔焉过儿淳朴诚实没有过错，潘相乐本來是道德很高的人，心地温和厚道，你们兄弟一定会得到他的帮助。韩轨稍微戇直，应该宽容他。彭相乐是难得的亲信，应该保护他。略微能抵挡侯景的只有慕容绍宗，我故意不重视他，把他留下来交给你，应该给以特殊的礼遇，委任他谋划大事。”
武定五年春正月朔（547年2月6日），发生了日食，高欢说：“日食难道是为了我吗？那我死了又有什么遗憾？”正月丙午（547年2月13日），高欢向魏孝静帝启禀陈说，当日，高欢在晋阳去世，虚岁五十二，葬于义平陵（不过据《资治通鉴》记载，义平陵是高欢的衣冠冢，实陵潜葬于鼓山石窟）。
高欢之子高洋篡魏登基后，追尊高欢为太祖獻武皇帝，後主時，又改為高祖神武皇帝。

## 出身爭論
高歡家族出身自漢族門閥渤海高氏的認識在古代並未受到質疑，日本学者滨口重国是最早对史书所载高欢家世族属提出质疑的现代学者，他于1938年发表《高斉出自考———高欢の制霸と河北の豪族高乾兄弟の活跃》一文，认为高欢家族原本并非出身渤海高氏，史书中把高欢曾祖父高湖作为渤海高氏一族中最有名的高允之父韬之弟乃出自伪造。在当时重门阀的风潮下，出身无名之家的高欢很有必要通过诈称渤海高氏以提高其家族地位，他在打起反尔朱氏旗号后为了得到冀州境内豪族特别是高乾兄弟的支持，借用渤海高氏一族的世系并以其祖父高湖作为北魏有数的名臣高允之父高韬之弟。滨口重国强烈怀疑高欢家族出自汉族，认为高湖子孙大多有着鲜卑特色的名字，包括高谧在内的高湖子孙的居住地与河州关系密切，高谧很可能是从河州迁居怀朔镇的，但滨口重国的主張只是出於推测。
中国已故著名学者姚薇元、周一良、缪钺等均曾论及北齐皇室世系族属问题，并对历史文献的记载提出了质疑。姚薇元是史学界研究北朝胡姓问题最具权威的学者，他认为高欢先世应源出鲜卑是楼氏。
在20世纪中叶以后的有关论著中，对高氏世系族属问题亦多所涉及，且有对之作重新探讨的专文。王仲荦的《魏晋南北朝史》对高欢族属问题有了叙述，他一方面认为高欢家族为鲜卑族，同时又并未完全否定史籍关于高欢为“坐法徙居北镇”的高谧之孙的记载，但同時代亦有其他學者如岡崎文夫、陳寅恪、錢穆等認同高歡家族出身自漢族。
有關質疑及主張鮮卑出身論的推測受到現代學者張金龍的否定，其研究認為北魏及北周統治者並不諱言出身胡人，高歡並沒有伪造家譜的必要，指出高歡的確出身漢族，但受到鮮卑文化很深的影響

## 評價
高歡善於玩弄權術，足智多謀，精通權宜之計。从他替爾朱榮出谋划策，到后来击破掌权的爾朱家族都显示了这一点。另外，高欢临终前嘱咐儿子高澄，指出侯景必然造反，但只要用慕容绍宗为将就可讨平。结果不出高欢所料。高澄用人惟才是用，為北齊立國打下了堅固的基礎。
然而，高欢野心太大，未能处理好与孝武帝的关系，致使孝武帝出奔宇文泰，最终造成东西魏对峙之局。而且，高欢控制的东魏实力虽远强于西魏，但他在戰術不及宇文泰，导致他终其一生未能统一北方。高欢亦教子无方，他身后的北齐政权暴君和昏君輩出，朝政混乱，最终被宇文氏的北周消灭。
爾朱榮認識高歡時，對高歡能讓馬乖乖站著讓他清洗，十分驚訝，高歡表示強硬手段才是唯一方法，爾朱榮對他記憶十分深刻，開始拔擢他。後來，高歡幾個兒子有次面對一團繩索難解，其中次子高洋一刀砍斷，高歡十分高興。此為「快刀斬亂麻」一語由來。

## 家族

### 父母
- 高树生
- 韩期姬

### 兄弟姐妹
- 高娄斤，常山君，嫁东魏骠骑大将军、开府仪同三司、长乐王尉景
- 高琛，东魏骠骑大将军、御史中尉、赵郡贞平王
- 高惠宝，陈留文恭王
- 乐陵公主，嫁北齐太宰、章武景烈王厍狄干[32][33]

### 妻妾

#### 正室
- 武明皇后婁昭君，高歡髮妻，主動讓出正室之位，以達成高歡和蠕蠕公主的政治聯姻
- 蠕蠕公主郁久闾氏，柔然可汗阿那瓌之女，高歡死後按柔然習俗，為其子高澄收繼

#### 妾室
- 大爾朱氏，彭城太妃，北魏權臣爾朱榮之女，原为北魏孝莊帝元子攸皇后，元子攸死後嫁給高歡為別室
- 小爾朱氏，北魏權臣爾朱兆之女，原为北魏傀儡皇帝元晔皇后，嫁給高歡後因和高琛私通被廢
- 郑大车，冯翊太妃，鄭嚴祖女，生馮翊王高潤
- 韩智辉，上党太妃，韓軌妹
- 游娘，父游京之
- 冯娘，冯子昂妹，初为魏任城王妃，再嫁爾朱世隆，后为高欢所娶，生漢陽敬懷王、浮阳公主
- 李娘，李延实侄女。初为魏城阳王妃。
- 王娘，生永安王高浚
- 穆法藏，生平阳王高淹
- 马氏
- 元氏，元晖女[34]

### 子女

#### 儿子
- 長子：高澄，追尊北齊文襄帝，母武明皇后
- 次子：高洋，北齊文宣帝，母武明皇后
- 三子：高浚，永安簡平王，母王氏
- 四子：高淹，平陽靖翼王，母穆法藏
- 五子：高浟，彭城景思王，母大爾朱氏
- 六子：高演，常山王 北齊孝昭帝，母為武明皇后
- 七子：高渙，上黨剛肅王，母韩智辉
- 八子：高淯，襄城景烈王，母武明皇后
- 九子：高湛，北齊武成帝，母武明皇后
- 十子：高湝，任城王，母小爾朱氏
- 十一子：高湜，高陽康穆王，母游氏
- 十二子：高濟，博陵文簡王，母武明皇后
- 十三子：高𤁒，華山王，母大爾朱氏
- 十四子：高潤，馮翊文昭王，母鄭大車
- 十五子：高洽，漢陽敬懷王，母冯娘

#### 女儿
- 高皇后，长女，生母娄昭君，北魏元修皇后，再嫁元韶
- 太原长公主，次女，生母娄昭君，东魏元善見皇后，再嫁楊愔
- 高阿难，第三女，长乐公主，嫁东魏敷城县开国公，北齐平梁王刘洪徽
- 高那耶，第六女，东海公主，嫁司马消难
- 浮陽公主，母冯娘，嫁北齐驸马都尉、南青州刺史李千学
- 東平公主
- 陽翟公主，養女，生父韩贤

## 部下
- 窦泰
- 斛律金
- 高
- 高昂
- 高岳
- 刘贵
- 孙腾
- 高隆之
- 司马子如
- 贾显智
- 段荣
- 段韶
- 尉景
- 侯景
- 慕容绍宗
- 薛孤延
- 叱列平
- 库狄干
- 万俟洛
- 可朱浑元
- 斛律羌举
- 莫多娄贷文
- 厍狄回洛
- 慕容俨
- 步大汗萨
- 刘丰生
- 娄昭
- 娄睿
- 封隆之
- 李元忠
- 彭乐
- 潘乐
- 张保洛
- 皮景和
- 薛琡

## 延伸阅读
[在维基数据编辑]
 《北齊書·卷1》，出自李百药《北齊書》
 《北齊書/卷2》，出自李百药《北齊書》
 《北史·卷006》，出自李延壽《北史》
 在维基共享资源阅览影像